# 张威 (中国国家博物馆)
张威（1955年3月—）河北正定人，中华人民共和国考古学家，中国国家博物馆副馆长。

## 生平
1974年4月到1975年12月，在北京市顺义县龙湾屯公社柳庄户大队插队。1976年1月到1978年1月，在北京图书馆善本部工作。1978年2月到1982年2月，在北京大学历史系考古专业学习。1982年2月到1986年12月，在中国历史博物馆从事田野考古。1985年6月加入中国共产党。1987年1月到1991年9月，在中国历史博物馆从事水下考古。1991年10月到2002年7月，任中国历史博物馆考古部副主任，兼考古部水下考古研究室主任。2002年8月到2003年9月，任中国历史博物馆水下考古研究中心主任。2003年10月到2008年8月，任中国国家博物馆水下考古部主任。2006年11月到2009年6月，任中国国家博物馆馆长助理。2008年8月起，任中国国家博物馆综合考古部主任。2009年6月到2014年，任中国国家博物馆副馆长。是研究馆员，享受国务院政府特殊津贴。曾兼任中山大学南中国海考古研究中心研究员、上海中国航海博物馆专家组成员。